# Uwe Wohlmacher
Uwe Wohlmacher (* 31. Dezember 1951 in Wilhelmshaven) ist ein deutscher Radioredakteur und Radiomoderator sowie Autor für Printmedien und Fotograf. Uwe Wohlmacher lebt und arbeitet in Berlin.

## Leben und Wirken
Wohlmacher studierte von 1974 bis 1978 Publizistik, Politik- und Theaterwissenschaften an der Freien Universität Berlin. Von 1976 bis 1978 war er DJ in der legendären Berliner Diskothek ‚Eierschale’ (später als ‚Jazzkeller‘). Ab 1977 bis Mai 2025 arbeitete er als Moderator, Autor und Freier Musikredakteur mit Livemoderationen und unzähligen Beiträgen für RIAS Berlin (RIAS Treffpunkt, Rock Over RIAS, RIAS Reggae Radio, RIAS Synthesizer & Vocoder, RIAS 2 Nachtschicht, RIAS 2 Special u. v. m.) RIAS TV, Deutsche Welle TV, SAT1, Sender Freies Berlin (ARD-Popnacht, Planet Rock, Easy Beats, Intershop etc.) und Deutschlandfunk Kultur (Das Sonntagsrätsel, Radiofeuilleton, Tonart Rock, In Concert, u. v. m.). Weiterhin war Wohlmacher auf mehreren Funkausstellungen für den SFB und RIAS als Bühnenmoderator tätig.
Er verfasste Artikel für Tageszeitungen und Stadtmagazine, wie den Tagesspiegel, Berliner Morgenpost, Spandauer Volksblatt, TIP und Zitty, war Co-Autor des Rockmusiklexikons bei Taurus Press und Autor in der „Idole“-Reihe von Siegfried Schmidt-Joos im Ullstein-Verlag.
Einige Jahre lieferte er auch Beiträge für TV-Sendungen. Er war als Sprecher bei Film-, Fernseh- und Werbesynchronproduktionen tätig und leitete den Bereich Presse & Öffentlichkeitsarbeit im Brandenburger Theater. Seit Anfang bis Ende der der 80er Jahre war Wohlmacher zudem jahrelang als Manager von Berliner Rockbands unterwegs und leitete einen Musikverlag. (Bel Ami, Potsch Potschka, Else Nabu Band, Indoor Sports).
Von 1997 bis 2001 leitete er den Bereich Presse & Öffentlichkeitsarbeit im Brandenburger Theater und war für sechs Monate auch kommissarisch Künstlerischer Leiter des Mehrsparten-Hauses. Wohlmacher war seit 2001 Musikredakteur beim Deutschlandradio Kultur. Ab 2008 moderierte er zuerst als Urlaubsvertretung und im Januar 2013 als neuer Moderator und Redakteur die von Hans Rosenthal entwickelte und bis dahin von Christian Bienert moderierte legendäre Sendung Sonntagsrätsel im Deutschlandradio Kultur. Am 28. Mai 2017 moderierte er die Sendung ein letztes Mal.
Von 1990 bis 1991 arbeitete Wohlmacher zudem projektbezogen für die Raab Galerie Berlin und war u. a. maßgeblich für die Presse- und Medienarbeit der Ausstellung: „Rainer Fetting – Gemälde und Skulpturen. Berlin/New York“ in der Nationalgalerie Berlin (Ost) 1990 verantwortlich. 1999 war er als freier künstlerischer Berater für die Fotoausstellung „Berlin - Menschen zeigen ihre Stadt“ von Lisa Lorenz und Herbert Benz in der Akademie der Künste Berlin tätig. Die Ausstellung wurde noch im selben Jahr in Los Angeles gezeigt.
Seit 2015 ist Wohlmacher hauptsächlich als Freier Kunstfotograf mit regelmäßigen Ausstellungen und Kunstbuch-Veröffentlichungen aktiv.

## Schriften
- Christian Graf, Uwe Wohlmacher: Rockmusik: Lexikon. Band: Übersee: Amerika, Australien, Karibik. Taurus Press, Hamburg 1989, ISBN 3-922542-05-0.
- David Bowie - Der Mann der vom Himmel fiel in der Buch-Reihe Idole, Herausgeber Siegried Schmidt-Joos im Ullstein-Verlag 1985
- Uwe Wohlmacher: 150 Bilder einer Stadt – Wilhelmshaven 2019. WTF GmbH, Wilhelmshaven 2019, ISBN 978-3-9819129-4-4
- Uwe Wohlmacher Watt - schwarz-weiß Fotografien von Uwe Wohlmacher, Edition Eigenverlag, Berlin Februar 2025

## Ausstellungen
- Von der Subkultur zum Kunstobjekt – Streetart aus Berlin.  Fotoausstellung im Künstlermuseum Wilhelmshaven August – Oktober 2017
- Kunst Untergrund. – Gruppenausstellung im Kulturzentrum Alte Molke Wilhelmshaven August 2018
- 150 Bilder einer Stadt – Wilhelmshaven 2019 – Einzelfotoausstellung in den Minenlagerhäusern Wilhelmshaven Mai – Juni 2019
- 150 Bilder einer Stadt – Wilhelmshaven 2019 – Einzelausstellung im Ratrium Wilhelmshaven August 2019 – März 2020
- Landschaft I – Gruppenausstellung in der Galerie Tammen Berlin Februar – März 2021
- Lange Nacht der Bilder – Atelierausstellung im Kunsthaus HB55 Berlin-Lichtenberg September 2022,
- Meermüll – Stilleben - Fotografien von Uwe Wohlmacher, UNESCO-Weltnaturerbe Besucherzentrum Wattenmeer Wilhelmshaven Juni –  September 2023
- Lange Nacht der Bilder – Atelierausstellung im Kunsthaus HB55 Berlin-Lichtenberg September 2023,
- All Together Now – Gruppenausstellung in der Galerie Tammen Berlin Dezember 2023 – Februar 2024,
- Lange Nacht der Bilder – Atelierausstellung im Kunsthaus HB55 Berlin-Lichtenberg September 2024
- Uwe Wohlmacher Watt - schwarz-weiß Fotografien von Uwe Wohlmacher, UNESCO-Weltnaturerbe, Wattenmeer Besucherzentrum Wilhelmshaven, Februar - Mai 2025

## Hörspiele
- ELECTRIC VOODOO CHILD - Jimi Hendrix - Gitarrengott und Hippieguru von Uwe Wohlmacher 18. August 2010 Hörspiel für Deutschlandradio Kultur